# デヴィッド・ジュリアン
デヴィッド・ジュリアン（David Julyan、1967年 - ）はイギリスの作曲家。

## 参加作品
- キャビン
- 死霊院 世界で最も呪われた事件
- ハートレス
- ディセント2
- バイオレンス・レイク
- 必殺処刑人
- パーフェクトゲーム　究極の選択
- プレステージ
- ラストフロント -1944英米連合軍マーケット・ガーデン作戦-
- ダンシング・インサイド/明日を生きる
- ダンジョン&ドラゴン2
- ディセント
- インソムニア
- メメント
- フォロウィング